# Drapeau du Népal
« Drapeau népalais » et « drapeaux népalais » redirigent ici. Pour les banderoles de drapeaux, voir Drapeaux de prières.
Le drapeau du Népal est le drapeau national de la République démocratique fédérale du Népal. Il est le seul parmi les drapeaux nationaux qui ne soit pas rectangulaire, et à être plus haut que large. Le drapeau est une combinaison de deux pennons. Ils incarnent les hautes altitudes de l'Himalaya ainsi que les deux religions les plus présentes au Népal, l'hindouisme et le bouddhisme. Le rouge cramoisi est la couleur nationale du pays. Il représente la bravoure des Népalais ainsi que le rhododendron, la fleur nationale. La bordure bleue, comme un voile entourant le pays, symbolise la paix et l'harmonie.
Il fut adopté le 16 décembre 1962. Sa construction géométrique est décrite précisément à l'article 6 de la constitution népalaise adoptée en 2007,.

## Forme du drapeau
Les deux triangles représentent l'Himalaya ainsi que le bouddhisme et l'hindouisme. Pour les hindous, le triangle représente le Dharma (loi morale, vertu religieuse et devoirs sacrés).
Une description de la construction géométrique nécessaire fut rédigée en 1990 pour son intégration dans la constitution du pays.

## Signification des couleurs et des symboles
Le rouge carmin est la couleur nationale du Népal, opposé au blanc et noir, qui symbolisent la mort. C'est la couleur nationale du pays qui représente la bravoure des Népalais et de leurs ancêtres Gurkhas notamment. La bordure bleue représente la paix et l'harmonie.
Le Soleil et la Lune symbolisent les familles des rois et des premiers ministres.
Le drapeau népalais est aussi considéré comme un support de prières, en effet, la Lune et le Soleil sont symboliquement présents dans tous les Mantras : « fasse que la Nation prospère et vive, aussi longtemps que le soleil et la lune seront présents au firmament ».

## Histoire
Le roi Prithvi Narayan Shah qui a unifié le pays est à l'origine du drapeau, il résulte de la fusion de deux drapeaux. La signification a été modifiée[pas clair].

## Modernisation

Drapeau avant la modernisation de 1962.

Précédemment, la Lune et le Soleil étaient représentés avec un visage ; la modernisation du drapeau a été effectuée en 1962.